# Поклоніння волхвів (ван дер Вейден)
«Поклоніння волхвів» або «Вівтарний образ Святого Колумби» (нід. Columba-altaarstuk) — вівтарний триптих ранньонідерландського живописця Рогіра ван дер Вейдена. Робота, датована періодом між 1450 і 1464 роками, складається із трьох картин, написаних олією на дубовій дошці. Вівтарний образ декілька століть знаходився в церкві Святого Колумби у Кельні й наразі є частиною колекції живопису Старої пінакотеки у Мюнхені.

## Попередня історія

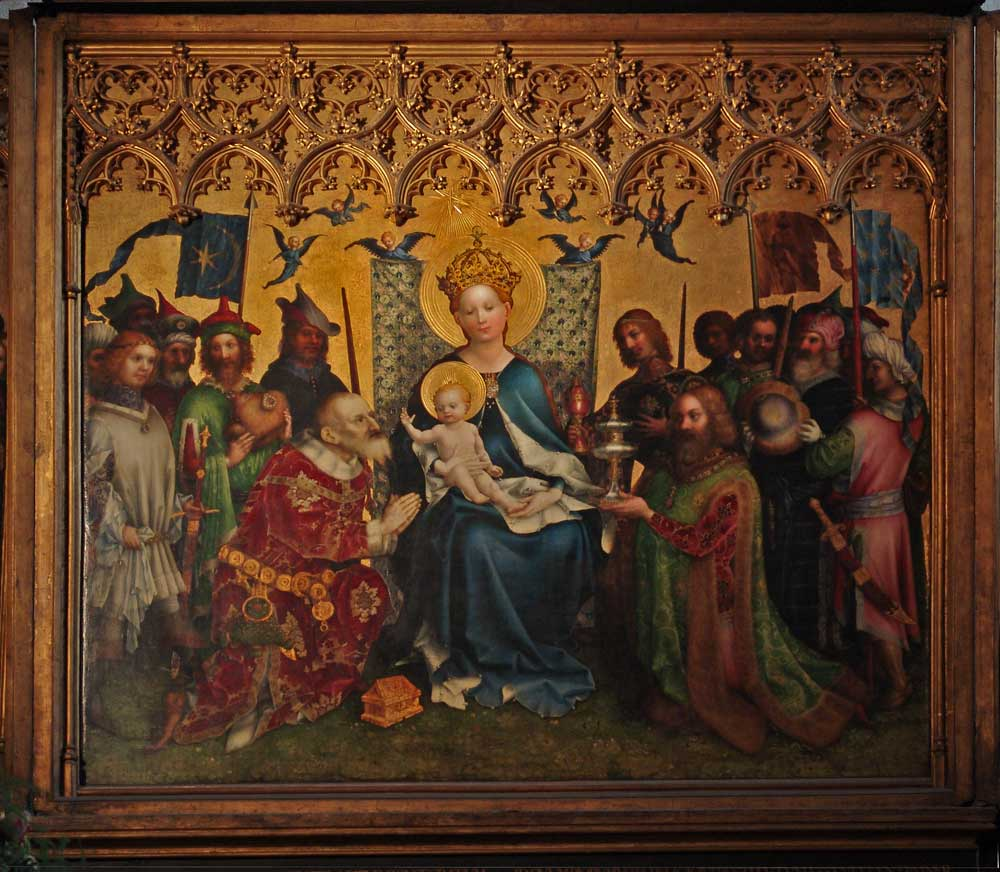
Поклоніння волхвів. Центральна частина триптиха Штефана Лохнера на честь святих-покровителів Кельна

Вибір художником популярного богословського та іконографічного сюжету Поклоніння волхвів був невипадковим — у XII столітті до Кельна перенесли, за переказами, мощі волхвів, і відтоді місто стало своєрідним центром присвяченого їм культу. «Поклоніння волхвів» було центральною картиною триптиха Штефана Лохнера на честь святих-покровителів Кельна (1440-ті роки), написаного для вівтарного образа Кельнського собору. У численних деталях та мотивах картини ван дер Вейдена помітний вплив Лохнера; також припускають, що перевершити у майстерності популярного кельнського художника було умовою, яку ван дер Вейдену поставив саме замовник. Ім'я донатора остаточно не встановлено, але припускають, що це міг бути бургомістр Кельна фон дем Вассервасс.

## Опис
На триптиху зображені сцени з раннього життя Ісуса Христа. Картини виконані олією на дубових дошках. Зліва направо зображені Благовіщення (138 x 70 см), Поклоніння волхвів (138 x 153 см) і Стрітення (138 x 70 см). Зворотний бік лівої та правої панелей вкритий захисним шаром фарби та не містить ознак того, що під ними сховані гризайлі або інші декоративні елементи. Палацова пишнота картини ван дер Вейдена поєднує реалізм у деталях з релігійною символікою та релігійними алюзіями. Всі персонажі зображені з виразом глибокої серйозності на обличчях, і всі риси облич ретельно виписані. Ван дер Вейден був першим, хто зобразив інтер'єр і екстер'єр того самого будинку на двох панелях. Вчені вказують, що одночасне зображення на центральній панелі хліва і храму суперечить опису Різдва євангелістами, згідно з яким хлів знаходиться в Вифлеємі, а храм у Єрусалимі.

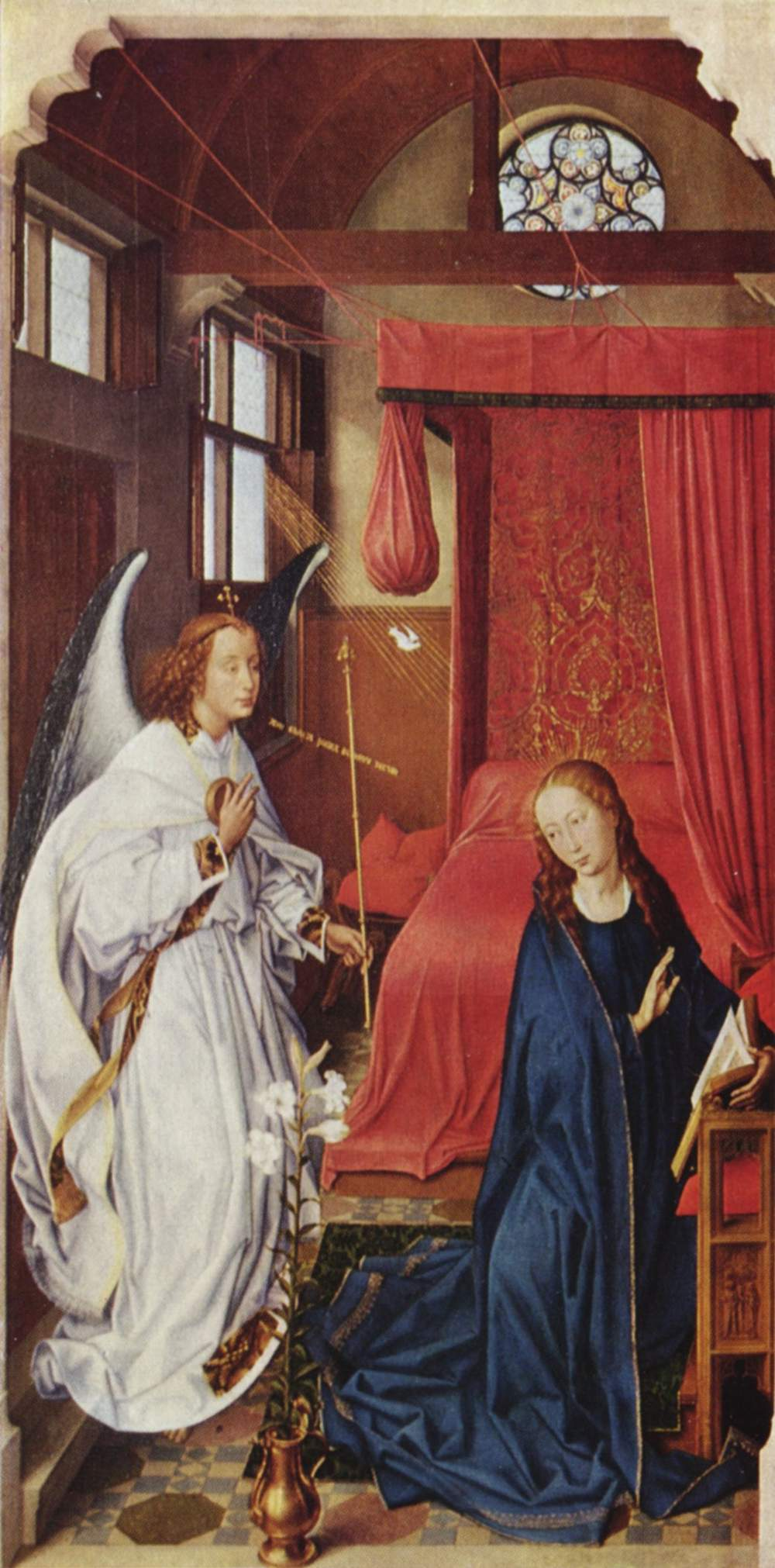
Ліва панель триптиха «Благовіщення»

### Благовіщення
На лівій панелі триптиха зображено євангельський сюжет «Благовіщення». Архангел Гавриїл був посланий Богом до Назарету до Діви Марії зі звісткою про прийдешнє народження нею Спасителя світу.
Фігури розташовані в чітко обмеженому й тісному просторі, позбавленому глибини та перспективи: навіть ліжко та інші предмети заднього плану скоріше підкреслюють поверхню, ніж вказують на перспективу. Сцена Благовіщення дозволяє зазирнути у спальню родини середнього достатку, наче ця спальня розташована в одному з будинків, зображених на задньому плані центральної панелі триптиха.

### Поклоніння волхвів

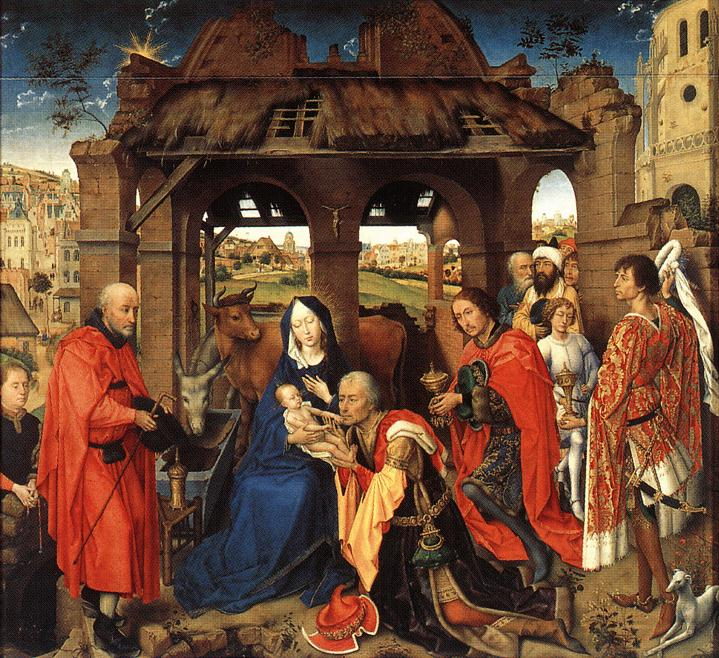
Центральна панель триптиха «Поклоніння волхвів»

Хлів виступає в ролі сценічної декорації, на тлі якої розташовані персонажі — хлів зображений у формі руїн, що символізує Старий Завіт. На центральній панелі триптиха домінує фігура Марії з немовлям, справа від них зображені троє волхвів та їх супутники. Волхви розташовані у низхідному до центру, діагональному порядку, причому найстарший із царів, стоячи на колінах, однією рукою підтримує ноги немовляти, а іншою підносить до своїх губ руки дитини. З лівого боку цей низхідний рух врівноважується фігурою Святого Йосифа, яка зорово обрамлює картину разом із фігурою молодшого із волхвів (останнього справа).
У крайній лівій частині панно позаду Йосипа зображений, ймовірно, донатор, який оплатив працю художника. Замовник із чотками в руках стоїть на колінах, відокремлений від інших невеликою стіною. Міський пейзаж на задньому плані картини містить кілька невеликих фігур, що йдуть крутою стежкою, яка повертає вниз до хліва.
На колонні за спиною Марії зображено невелике розп'яття. Вертикальна лінія, яка проходить через розп'яття і немовля Христа, візуально підкреслена червоним капелюхом (біля ніг найстаршого з волхвів), вказує на майбутні Страсті Христові. Зображення розп'яття поруч із немовлям Христом не є анахронізмом — у більшості пізньосередньовічних зображень немовля Ісуса він зображувався із підказками, які розкривали незвичайну природу його буття і жертовної місії. Інтерпретаційною основою, найбільш часто використовуваною до таких зображень, є так звані «Пролептичні страсті» (англ. Proleptic Passion), тобто анахронічне проявлення смерті Христа у сценах його дитинства — змішання початку і кінця його людського життя.

### Стрітення

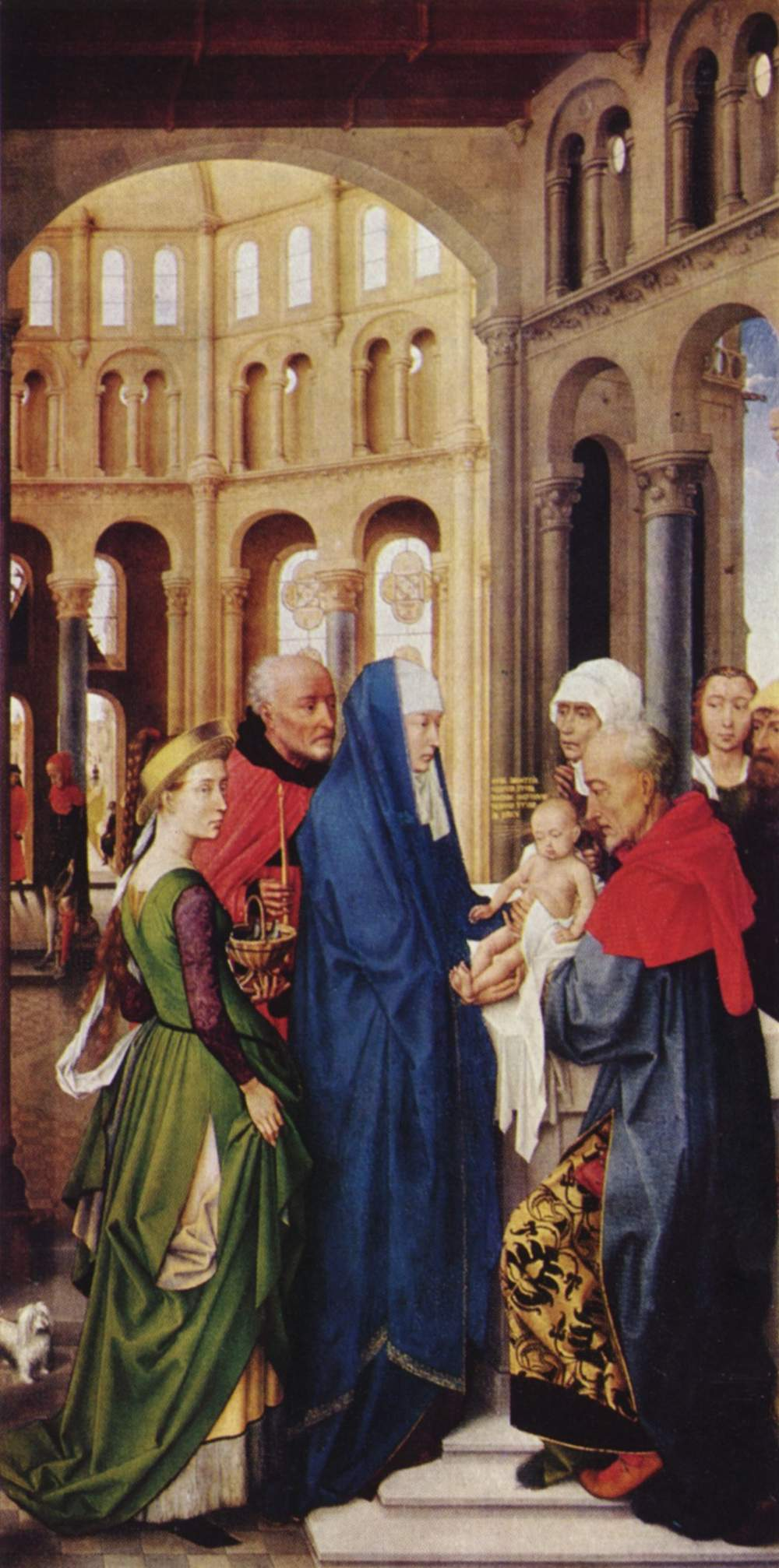
Права панель триптиха «Стрітення»

На правій частині триптиха — Марія разом із Йосипом прийшла з Вифлеєма до Єрусалимського храму, принісши сорокаденне немовля. Згідно із законом Мойсеєвим (Вих 13:1-2,11-16), батьки повинні були приносити до храму для посвяти богові своїх первістків у сороковий день після народження. При цьому годилось на подяку богові принести пожертву — у кошику в служниці двоє голубів.
Сцена Стрітення відбувається біля входу в восьмикутну будівлю, у зоні, оточеній монументальними арками, — ще одне сміливе та новаторське використання простору та перспективи.
Права частина триптиха виконана у манері «нідерландської школи», для якої характерні ретельне пропрацьовування зовнішнього вигляду персонажів та довколишнього пейзажу, а також вираз зосередженості та відсторонення на обличчях персонажів.

## Провенанс
Припускається, що спочатку триптих знаходився в каплиці Св. Марії, яку Йоганн Рінк, меценат цього храму, спорудив як частину церкви Св. Колумби в 1458—1464 роках, однак донатором, зображеним на центральній панелі, є не він.
Документальний провенанс починається з 1801 року, коли вівтарний образ був внесений в опис кельнської церкви Святого Колумби. Він знаходився у північному нефі родинної поховальної каплиці фон дем Вассервассів, присвяченій Святому Юрію і ймовірно спорудженій у 1460-х роках бургомістром Кельна Годдертом фон дем Вассервассом. Цей же чоловік, можливо, був замовником твору. Оскільки картина неодноразово копіювалася німецькими художниками наприкінці XV — на початку XVI століття, історик мистецтва Лорн Кемпбелл зробив висновок, що триптих вже тоді перебував у Кельні. Сюльпис і Мельхіор Буассере придбали триптих у 1808 році; їхню колекцію 1827 року купив король Баварії Людвіг I для Старої Пінакотеки у Мюнхені.

## Датування та атрибуція
Перші власники триптиха колекціонери Буасере приписували триптих Яну ван Ейку. Починаючи з другої половини XIX століття авторство Рогіра ван дер Вейдена вважається загальновизнаним.
Немає жодного збереженого до наших днів твору ван дер Вейдена, підписаного або датованого. Також невідомо жодних документів чи сучасних художникові літературних джерел, які б допомогли бібліографам уточнити датування. Атрибуція сама по собі є основним завданням для істориків мистецтва, а для непідписаних та недатованих робіт ван дер Вейдена ця проблема особливо складна. Проте непрямі докази та стилістичний аналіз дозволили фахівцям прийти до рідкісного в цій галузі консенсусу щодо датування та атрибуції ранніх робіт художника, виконаних під впливом його вчителя Робера Кампена. Інша річ — пізніші роботи ван дер Вейдена, послідовність та датування яких фахівці визначали, аналізуючи стилістичний розвиток творів художника.
Проблема датування вівтаря Святого Колумби викликала жваві суперечки серед істориків мистецтва. Більшість фахівців другої половини XX століття датує роботу кінцем 1450-х — початком 1460-х років. З ними не згоден бельгійський вчений Ван Пуйвельде, пов'язуючи вівтар Колумби з більш ранньою роботою ван дер Вейдена «Зняття з хреста».
Крім аналізу стилістичного розвитку картин ван дер Вейдена, мистецтвознавці враховують розміри триптиха та дати побудови приміщень, в яких міг бути розміщений вівтар. Також береться до уваги проблема визначення особи спонсора вівтаря. Історик мистецтва Ервін Панофскі досліджував міський пейзаж на центральній панелі й дійшов до висновку, що зображений там замок свідчить на користь датування пізніше 1452 року. Крім того, третього царя з центральної частини триптиха деякі фахівці ідентифікували як Карла Сміливого у віці не менше 25 років, що свідчить на користь більш пізнього датування твору — пізніше ніж 1458 року.
За допомогою інфрачервоної рефлектографії дослідники виявили, що цей твір художника відрізняється від інших і, ймовірно, над триптихом працювали помічники ван дер Вейдена. Деякі вчені вважають, що в роботі над триптихом брав участь Ганс Мемлінг, який ймовірно стажувався у майстерні ван дер Вейдена. Триптих ван дер Вейдена послужив джерелом натхнення для деяких робіт Ганса Мемлінга, зокрема для вівтарного образа Яна Флорейна.